# Partecipanti alle processioni dell'incoronazione di re Giorgio VI
Vi furono in tutto tre processioni durante l'incoronazione di re Giorgio VI del Regno Unito tenutasi a Londra, nell'Abbazia di Westminster, nel 1937. La prima vide il re e la regina, i membri della famiglia reale, i primi ministri dei dominions ed i rappresentanti delle monarchie estere procedere da Buckingham Palace all'Abbazia di Westminster per la cerimonia. Una volta giunti all'abbazia si tenne una seconda processione che comprese elementi della corte, del clero, del governo e del parlamento provenienti dal Commonwealth in ordine di precedenza per trovare posto nella navata o nel coro. Dopo l'incoronazione il re e la regina procedettero per la terza e ultima volta nelle strade di Londra come parte di una grandiosa parata militare. Le liste seguenti elencano le personalità presenti all'incoronazione di re Giorgio VI.

## Processione all'abbazia
| Partecipanti | Rif.                        |
| Membri della famiglia reale | Membri della famiglia reale |
| --- | --------------------------- |
| Lord Carnegie KCVO e Lady Carnegie | [ 1 ]                       |
| Most Hon. Marchese di Carisbrooke GCB GCVO e la Marchesa di Carisbrooke                                                                                                  | [ 1 ]                       |
| Conte di Macduff | [ 1 ]                       |
| Capitano Most Hon. Marchese di Milford Haven GCVO e la Marchesa di Milford Haven                                                                                         | [ 1 ]                       |
| Lady Tatiana Mountbatten | [ 1 ]                       |
| Most Hon. Marchese di Cambridge GCVO e la Marchesa di Cambridge | [ 1 ]                       |
| Lord Frederick Cambridge e Lady Mary Cambridge | [ 1 ]                       |
| Lady Helena Gibbs e Sua Grazia la Mary Somerset, duchessa di Duchessa di Beaufort                                                                                        | [ 1 ]                       |
| Maggiore Henry Abel Smith e Lady May Abel Smith | [ 1 ]                       |
| Miss Patricia Mountbatten e Lady Louis Mountbatten | [ 1 ]                       |
| Primi ministri e presidenti del consiglio |                             |
| Rt. Hon. Stanley Baldwin, Primo Ministro del Regno Unito e Mrs Baldwin Seguiti da una scorta della Metropolitan Mounted Police                                           | [ 2 ]                       |
| Rt. Hon. W.L. MacKenzie King, CMG, Primo Ministro del Canada Seguito da una scorta della Royal Canadian Mounted Police                                                   | [ 2 ]                       |
| Rt. Hon. J.A. Lyons, CH, Primo Ministro dell'Australia, e Mrs Lyons Seguiti da una scorta dell'Australian Mounted Escort                                                 | [ 3 ]                       |
| Rt. Hon. M.J. Savage, Primo Ministro della Nuova Zelanda Seguito da una scorta della New Zealand Mounted Escort                                                          | [ 3 ]                       |
| Generale Rt. Hon. James Barry Munnik Hertzog, Primo Ministro del Sudrafrica Seguito da una scorta della South African Mounted Escort                                     | [ 3 ]                       |
| Sir Muhammad Zafarullah Khan (rep. India) e Dr. Ba Maw (rep. Burma) Seguiti da una scorta della Indian Cavalry                                                           | [ 3 ]                       |
| Hon. G.M. Huggins, FRCS, Primo Ministro della Rodesia del Sud e Lady Huggins Seguiti da una scorta della South Rhodesian Mounted Escort                                  | [ 3 ]                       |
| Rt. Hon. Visconte di Craigavon, Bt, Primo Ministro dell'Irlanda del Nord, e la viscontessa di Craigavon Seguiti da una scorta del 5th Royal Inniskilling Dragoon Guards. | [ 3 ]                       |
| S.M. Emiro di Transgiordania e S.M. Sultano di Zanzibar Seguiti da una scorta del 16th/5th Lancers.                                                                      | [ 3 ]                       |
| S.M. Sultano di Johore e S.M. Sultano di Terengganu Seguito da una scorta del 16th/5th Lancers.                                                                          | [ 3 ]                       |
| S.M. Yang Di-pertuan Besar di Negri Sembilan e S.M. Sultano di Pahang Seguiti da una scorta del 16th/5th Lancers.                                                        | [ 3 ]                       |
| Famiglia Reale |                             |
| 1st Division, Captain's Escort | [ 4 ]                       |
| S.A.R. Mary, principessa reale S.A.R. la principessa Elisabetta S.A.R. la principessa Margaret Visconte Lascelles                                                        | [ 4 ]                       |
| S.A.R. Duchessa di Gloucester S.A.R. Duchessa di Kent, Hon. Gerald Lascelles                                                                                             | [ 4 ]                       |
| Maggiore-Generale S.A.R. Arturo di Connaught KG KT GCMG GCVO CB S.A.R. Duchessa di Connaught S.A.R. Alice di Albany                                                      | [ 4 ]                       |
| 2nd Division, Captain's Escort | [ 4 ]                       |
| Regina Mary |                             |
| 1st Division, Captain's Escort | [ 4 ]                       |
| S.M. Regina Mary, S.M. Regina di Norvegia | [ 4 ]                       |
| 2nd Division, Captain's Escort, with standard | [ 4 ]                       |
| State Landau | [ 4 ]                       |
| Il re e la regina |                             |
| Ufficiali del War Staff | [ 4 ]                       |
| Quattro gruppi delle Life Guards | [ 4 ]                       |
| Direttore Generale del TA e suoi ufficiali dello staff | [ 4 ]                       |
| L'ufficiale in comando dei Detachments of Regiments of Yeomanry and Scouts, TA, e suo staff                                                                              | [ 4 ]                       |
| Distaccamenti di cui sopra | [ 5 ]                       |
| Distaccamento della HAC | [ 5 ]                       |
| Banda a cavallo, Royal Artillery | [ 5 ]                       |
| Ufficiale in comando del distaccamento Roy. Art. e suo staff | [ 5 ]                       |
| Distaccamenti del Royal Regiment of Artillery | [ 5 ]                       |
| Banda del 16th/5th Lancers | [ 5 ]                       |
| Ufficiale comandante dei Cavalry Detachments e suo staff | [ 5 ]                       |
| Distaccamento dei reggimenti di cavalleria di linea | [ 5 ]                       |
| K Battery, Royal Horse Artillery | [ 5 ]                       |
| Banda dei Royal Scots Greys | [ 5 ]                       |
| The King's Indian Orderly Officers | [ 5 ]                       |
| Aiutanti di campo del re, RAF | [ 5 ]                       |
| Aiutanti di campo del re, KHP e KHS, TA | [ 5 ]                       |
| Aiutanti di campo del re, KHP e KHS, Esercito regolare | [ 5 ]                       |
| Aiutanti di campo del re della Marina | [ 6 ]                       |
| Ufficiali generali comandanti in capo e generali dell'Irlanda del Nord                                                                                                   | [ 6 ]                       |
| Feldmarescialli | [ 6 ]                       |
| Staff del Ufficio della Guerra | [ 6 ]                       |
| Air Council - Air Members | [ 6 ]                       |
| Army Council - membri militari | [ 6 ]                       |
| Board of Admiralty - Sea Lord | [ 6 ]                       |
| The King's Escort of Officers dei Dominion Contingents | [ 6 ]                       |
| The King's Escort of Officers dei Colonial Contingents | [ 6 ]                       |
| The King's Marshalmen | [ 6 ]                       |
| The King's Bodyguard of the Yeomen of the Guard | [ 6 ]                       |
| The King's Bargemaster and Twelve Watermen | [ 6 ]                       |
| The King's Escort di ufficiali dell'esercito dell'India | [ 6 ]                       |
| Bande della Household Cavalry | [ 6 ]                       |
| 1st Division, Sovereign's Escort | [ 6 ]                       |
| 2nd Division, Sovereign's Escort | [ 6 ]                       |
| Aiutanti di campo onorari del re | [ 7 ]                       |
| Chief Staff Officer del Feldmaresciallo comandante, del Capo Commissario, della Metropolitan Police Force                                                                | [ 7 ]                       |
| Aiutante di campo del Chief Staff Officer del Feldmaresciallo comandante delle truppe Aiutante di campo del Feldmaresciallo comandante delle truppe                      | [ 7 ]                       |
| Il re e la regina A bordo della State Coach Fiancheggiati dal capitano della scorta e dagli ufficiali della scorta Seguiti da otto membri dei Grey Horses.               | [ 7 ]                       |
| Lo stendardo | [ 7 ]                       |
| Feldmaresciallo comandante delle truppe (Feldmaresciallo conte di Cavan KP GCB GCMG GCVO GBE) Il Maestro di stalla (Duca di Beaufort KG GCVO)                            | [ 7 ]                       |
| Gold Stick in Waiting (Feldmaresciallo Sir William R. Birdwood GCB GCSE GCMG CIE DSO)                                                                                    | [ 7 ]                       |
| Il Field Officer in Brigade Waiting (Colonnello G.E.C. Rasch CVO DSO) Silver Stick in Waiting (Tenente colonnello E.J.L. Speed MC)                                       | [ 7 ]                       |
| Capitano S.A.R. Duca di Kent KG KT GCMG GCVO ADC Maggiore-Generale S.A.R. Duca di Gloucester KG KT KP GCMG GCVO ADC                                                      | [ 7 ]                       |
| Colonnello conte di Harewood KG GCVO DSO TD ADC Comandante Lord Louis Mountbatten GCVO ADC Maggiore-Generale conte di Athlone KG GCVO GCB GCMG GCVO DSO ADC              | [ 7 ]                       |
| I tre principali aiutanti di campo nell'Armed Services | [ 7 ]                       |
| Scudieri del re | [ 7 ]                       |
| Aiutante della Brigade Waiting Aiutante della Silver Stick | [ 7 ]                       |
| Staff Officers del distretto di Londra | [ 1 ]                       |
| Royal Grooms | [ 1 ]                       |
| 3rd Division, Sovereign's Escort | [ 1 ]                       |
| Quattro carrozze di stato | [ 1 ]                       |
| 4th Division, Sovereign's Escort | [ 1 ]                       |

## Processione del re e della regina nell'abbazia
| Incarico | Persona/Titolo | Rif.       |
| Cappellani | Cappellani | Cappellani |
| --- | --- | ---------- |
| Sacrestano | C. Barnes | [ 8 ]      |
| Cappellani | Rev. J. Stirton CVO DD | [ 8 ]      |
| Cappellani | Rev. A. Main DD DLitt | [ 8 ]      |
| Cappellani | Very Rev. Charles L. Warr DD (decano della cappella reale di Scozia) | [ 8 ]      |
| Cappellani | Very Rev. T.H. Masters CBE MA | [ 8 ]      |
| Cappellani | Rev. Canonico C.E. Raven DD | [ 8 ]      |
| Cappellani | Rev. E.K. Talbot MC MA | [ 8 ]      |
| Cappellani | Rev. Canonico B. Cunningham OBE MA | [ 8 ]      |
| Cappellani | Rev. F.I. Anderson CMG MA | [ 8 ]      |
| Cappellani | Rev. Canonico T.G. Rogers MC BD | [ 8 ]      |
| Cappellani | Rev. Prebendary J.H.J. Ellison MVO MA | [ 8 ]      |
| Domestic Chaplains | Rev. A.R. Fuller MVO MA | [ 8 ]      |
| Domestic Chaplains | Very Rev. Albert V. Baillie KCVO DD (Decano di Windsor) | [ 8 ]      |
| Domestic Chaplains | Rev. Prebendary L.J. Percival KCVO MA | [ 8 ]      |
| Rappresentanti delle Libere Chiese del Regno Unito | |            |
| Presidente della Congregational Union of England and Wales | Rev. E.J. Price MA BD | [ 9 ]      |
| Moderatore, Chiesa presbiteriana d'Inghilterra | Rt. Rev. James Burns MA | [ 9 ]      |
| Presidente, Unione Battista | H.L. Taylor | [ 9 ]      |
| Presidente, Chiesa Metodista di Gran Bretagna | Rev. C.E. Walters | [ 9 ]      |
| Presidente, National Free Church Council | Rev. J. Colville MA | [ 9 ]      |
| Moderatore, Federal Council | Rev. M.E. Aubrey MA | [ 9 ]      |
| Rappresentanti della Chiesa di Scozia | |            |
| Ex-Moderatori, Chiesa di Scozia | Very Rev. Andrew N. Bogle DD | [ 9 ]      |
| Ex-Moderatori, Chiesa di Scozia | Very Rev. John White CH DD LLD | [ 9 ]      |
| Moderatore, General Assembly | Rt. Rev. Professor Daniel Lamont DD | [ 9 ]      |
| Decani e prebendari di Westminster | |            |
| Vergatore delle prebende | G. Rowling | [ 9 ]      |
| Croce di Westminster | Rev. J. Perkins MA | [ 9 ]      |
| Prebendari di Westminster | Rev. Canonico H. Costley-White DD | [ 9 ]      |
| Prebendari di Westminster | Rev. Canonico F.R. Barry DSO | [ 9 ]      |
| Prebendari di Westminster | Ven. arcidiacono F.L. Donaldson MA | [ 9 ]      |
| Prebendari di Westminster | Rev. Canonico V.F. Storr MA | [ 9 ]      |
| Vergatore del decano | G.C. Drake | [ 9 ]      |
| Decano di Westminster | Very Rev. W. Foxley Norris DD | [ 9 ]      |
| Ufficiali d'Armi | |            |
| Bluemantle Pursuivant | R.P. Graham-Vivian MC | [ 9 ]      |
| Portcullis Pursuivant | A.R. Wagner | [ 9 ]      |
| Carrick Pursuivant | Sir Alexander H. Seton Bt | [ 9 ]      |
| Falkland Pursuivant | Ten-Col. J.W.B. Paul DSO | [ 9 ]      |
| Unicorn Pursuivant | Magg. H.A.B. Lawson | [ 9 ]      |
| Ufficiali degli Ordini Cavallereschi | |            |
| Gentleman Usher of the Purple Rod | Sir Frederic George Kenyon GBE KCB | [ 9 ]      |
| Re d'Arme dell'Ordine dell'Impero Britannico | Ammiraglio Sir Herbert L. Heath KCB MVO | [ 9 ]      |
| Gentleman Usher of the Blue Rod | Ammiraglio A. G. Hotham CB CMG | [ 9 ]      |
| Registratore dell'Ordine dei Santi Michele e Giorgio | Sir Harry F. Batterbee KCMG KCVO | [ 9 ]      |
| Re d'Arme dell'Ordine di San Michele e San Giorgio | Sir Frank A. Swettenham GCMG CH | [ 9 ]      |
| Segretario dell'Ordine di San Michele e San Giorgio | Sir John L. Maffey GCMG KCB KCVO CSI CIE | [ 9 ]      |
| Cancelliere dell'Ordine di San Michele e San Giorgio (p. 7047) | Marchese di Willingdon GCSI GCMG GCIE GBE Con il paggio Hon. John Knatchbull | [ 10 ]     |
| Vice Segretario dell'Ordine del Bagno | Magg. H.H.F. Stockley CVO OBE | [ 10 ]     |
| Gentleman Usher of the Scarlet Rod | Vice Maresciallo dell'Aria C.A.H. Longcroft CB CMG DSO AFC | [ 10 ]     |
| Registratore e Segretario dell'Ordine del Bagno | Ammiraglio R.G.A.W. Stapleton-Cotton CB CBE MVO | [ 10 ]     |
| Re d'Arme dell'Ordine del Bagno | Gen. Sir Walter P. Braithwaite GCB | [ 10 ]     |
| Gentleman Usher of the Green Rod | Brig.-Gen. Sir Robert G. Gilmour CB CVO DSO | [ 10 ]     |
| Cancelliere dell'Ordine del Cardo | Conte di Mar e Kellie KT Paggio: Alistair R.H. Erskine | [ 10 ]     |
| Segretario dell'Ordine della Giarrettiera | F.H. Mitchell CVO CBE | [ 10 ]     |
| Stendardi | |            |
| Albany Herald | T. Innes | [ 10 ]     |
| Rothesay Herald | Sir John M.N. MacLeod Bt | [ 10 ]     |
| Stendardo della Stella d'India | Sir Feroz Khan Noon | [ 10 ]     |
| Stendardo dell'Unione del Sudafrica | C.T. te Water | [ 10 ]     |
| Stendardo del dominion di Nuova Zelanda | W.J. Jordan | [ 10 ]     |
| Stendardo del Commonwealth d'Australia | Rt. Hon. S.M. Bruce CH MC | [ 10 ]     |
| Stendardo del dominion del Canada | Hon. Vincent Massey | [ 10 ]     |
| Stendardo dell'Unione | F.S. Dymoke | [ 10 ]     |
| Stendardo del Principato di Galles | Conte di Plymouth Paggio: Visconte Windsor | [ 10 ]     |
| Stendardi dei quarti delle armi reali | Conte di Granard KG GCVO Paggio: Donald S. Erskine | [ 10 ]     |
| Stendardi dei quarti delle armi reali | Conte di Derby KG GCB GCVO Paggio: Hugh Stanley | [ 10 ]     |
| Stendardi dei quarti delle armi reali | H.J. Scrymgeour-Wedderburn | [ 10 ]     |
| Stendardo reale | Marchese di Cholmondeley Paggio: Hon. Julian Fane | [ 11 ]     |
| Royal Household | |            |
| Vice-ciambellano | Magg. Sir George F. Davies | [ 11 ]     |
| Tesoriere | Sir George Penny Bt | [ 11 ]     |
| Controllore | Col. Sir Lambert Ward Bt DSO | [ 11 ]     |
| Keeper of the Jewel House | Ammiraglio Sir Lionel Halsey GCMG GCVO KCIE CB Per il Magg.-Gen. Sir George J. Younghusband KCMG KCIE CB | [ 11 ]     |
| Rouge Croix Pursuivant | P.W. Kerr | [ 11 ]     |
| Rouge Dragon Pursuivant | E.N. Geijer MC | [ 11 ]     |
| Quattro cavalieri dell'Ordine della Giarrettiera (Prescelti a portare i vasi per l'unzione del re) | Conte Stanhope KG DSO MC Paggio: Hon. Norton Knatchbull | [ 11 ]     |
| Quattro cavalieri dell'Ordine della Giarrettiera (Prescelti a portare i vasi per l'unzione del re) | Conte di Lytton KG GCSI GCIE Paggio: Hon. Matthew Ridley | [ 11 ]     |
| Quattro cavalieri dell'Ordine della Giarrettiera (Prescelti a portare i vasi per l'unzione del re) | Duca di Abercorn KG KP Paggio: Robert I. Kenyon-Slaney | [ 11 ]     |
| Quattro cavalieri dell'Ordine della Giarrettiera (Prescelti a portare i vasi per l'unzione del re) | Marchese di Londonderry KG MVO Paggio: Michael C. Stanley | [ 11 ]     |
| Lord ciambellano della Casa Reale | Conte di Cromer GCB GCIE GCVO Paggio: Visconte Melgund | [ 11 ]     |
| Lord Steward della Casa Reale | Duca di Buccleuch e Queensberry GCVO Paggio: David R.M. Stuart | [ 11 ]     |
| Primi Ministri | |            |
| Lord presidente del Consiglio | Rt. Hon. J. Ramsay MacDonald | [ 11 ]     |
| Primo Ministro del Regno Unito First Lord of the Treasury | Rt. Hon. Stanley Baldwin | [ 11 ]     |
| Primo Ministro del Commonwealth dell'Australia | Rt. Hon. J.A. Lyons CH | [ 11 ]     |
| Primo Ministro del Dominion del Canada | Rt. Hon. W.L. Mackenzie King CMG | [ 11 ]     |
| Primo Ministro dell'Unione del Sudafrica | Gen. Hon. J.B.M. Hertzog | [ 11 ]     |
| Primo Ministro del Dominion di Nuova Zelanda | Rt. Hon. M.J. Savage | [ 11 ]     |
| Arcivescovi di Canterbury e York | |            |
| Cross of York | Rev. H.C. Warner MA | [ 11 ]     |
| Arcivescovo di York | Most Rev. William Temple DD Assistente: Rev. J. de Wolf Perry | [ 11 ]     |
| Lord gran cancelliere (p. 7049) | The Viscount Hailsham Portaborse: Hon. Quintin McGarel Hogg Paggio: Peter Billinge | [ 12 ]     |
| Cross of Canterbury | Rev. A.C. Don DD | [ 12 ]     |
| Arcivescovo di Canterbury | Most Rev. Cosmo Lang DD Assistenti: Rev. A. Sargent MA e Rev. L.C. Green-Wilkinson MA | [ 12 ]     |
| La regina, sue regalie e casa reale | |            |
| Maltravers Herald Extraordinary | Oswald Barron | [ 12 ]     |
| Araldo di York | A.J. Toppin | [ 12 ]     |
| Araldo di Windsor | A.T. Butler MC | [ 12 ]     |
| The Ivory Rod | Conte di Haddington MC Paggio: Desmond O'Brien | [ 12 ]     |
| Lord Ciambellano della Casata della Regina | Conte di Airlie MC Paggio: Lord Ogilvy | [ 12 ]     |
| The Sceptre with the Cross | Duca di Rutland Paggio: Lord Roger Manners | [ 12 ]     |
| Sergenti d'Arme | G.D. Field MVO | [ 12 ]     |
| Sergenti d'Arme | F.S. Osgood MVO | [ 12 ]     |
| Harbinger, Gentlemen-at-Arms | Brig.-Gen. Sir Frederick Gascoigne KCVO CMG DSO | [ 12 ]     |
| Clerk of the Cheque and Adjutant, Gentlemen-at-Arms | Brig.-Gen. R.H. Kearsley CMG DSO | [ 12 ]     |
| Dieci Gentlemen-at-Arms | |            |
| Vescovo di Blackburn | Rt. Rev. Percy M. Herbert DD | [ 12 ]     |
| Vescovo di St Albans | Rt. Rev. Michael B. Furse DD | [ 12 ]     |
| La Regina Con lo strascico portato dalle sue Mistress of the Robes: Duchessa vedova di Northumberland Assistita da: Lady Ursula Manners, Lady Diana Legge, Lady Margaret Cavendish-Bentinck Lady Elizabeth Percy, Lady Elizabeth Paget e Lady Iris Mountbatten Paggi delle duchesse: Lord Geoffrey Percy | La Regina Con lo strascico portato dalle sue Mistress of the Robes: Duchessa vedova di Northumberland Assistita da: Lady Ursula Manners, Lady Diana Legge, Lady Margaret Cavendish-Bentinck Lady Elizabeth Percy, Lady Elizabeth Paget e Lady Iris Mountbatten Paggi delle duchesse: Lord Geoffrey Percy | [ 12 ]     |
| Ladies of the Bedchamber | Viscontessa Halifax | [ 12 ]     |
| Ladies of the Bedchamber | Contessa Spencer | [ 12 ]     |
| Ladies of the Bedchamber | Lady Nunburnholme | [ 12 ]     |
| Ladies of the Bedchamber | Viscontessa Hambleden | [ 12 ]     |
| Women of the Bedchamber (p. 7050) | Lady Katherine Seymour | [ 13 ]     |
| Women of the Bedchamber (p. 7050) | Lady Helen Graham DCVO | [ 13 ]     |
| Women of the Bedchamber (p. 7050) | Hon. Mrs Geoffrey Bowlby CVO | [ 13 ]     |
| Women of the Bedchamber (p. 7050) | Lady Hyde | [ 13 ]     |
| Segretario privato della regina | Cap. R.J. Streatfeild | [ 13 ]     |
| Tesoriere della regina | Contrammiraglio Sir Basil V. Brooke KCVO | [ 13 ]     |
| Il re | |            |
| Araldo del Somerset | Hon. George Bellew MVO | [ 13 ]     |
| Araldo di Lancaster | A.G.B. Russell MVO | [ 13 ]     |
| Bastone di Sant'Edoardo | Visconte Halifax KG GCSI GCIE Paggio: Henry L. Middleton | [ 13 ]     |
| Scettro con la Croce | Duca di Somerset DSO OBE | [ 13 ]     |
| Speroni d'oro | Lord Churston Paggio: Hon. David Bethell | [ 13 ]     |
| Speroni d'oro | Lord Hastings Paggio: Frank S. Skelton | [ 13 ]     |
| Terza spada | Maresciallo della RAF Visconte Trenchard GCB GCVO DSO Paggio: Hon. Hugh Trenchard | [ 13 ]     |
| Seconda spada | Feldmaresciallo Lord Milne GCB GCMG DSO Paggio: John C. Armitage | [ 13 ]     |
| Curtana | Ammiraglio Conte di Cork e Orrery GCB GCVO Paggio: Visconte Boyle | [ 13 ]     |
| Re d'Arme del Norroy | Magg. A.H.S. Howard CVO MC | [ 13 ]     |
| Re d'Arme dell'Ulster | Magg. Sir Nevile R. Wilkinson KCVO | [ 13 ]     |
| Re d'Arme di Clarenceux | A.W.S. Cochrane CVO | [ 13 ]     |
| Lord Lyon, re d'arme | Sir Francis J. Grant KCVO | [ 13 ]     |
| Re d'armi della Giarrettiera | Sir Gerald W. Wollaston KCVO | [ 13 ]     |
| Black Rod | Ten-Gen. Sir William P. Pulteney GCVO KCB KCMG DSO | [ 13 ]     |
| Lord Mayor di Londra | Sir George T. Broadbridge | [ 13 ]     |
| Lord gran ciambellano | Conte di Ancaster GCVO Lord John Manners | [ 13 ]     |
| Lord High Steward d'Irelanda | Conte di Shrewsbury Paggio: Christopher Talbot | [ 13 ]     |
| Gran Conestabile di Scozia | Conte di Erroll Alastair Hay | [ 13 ]     |
| Conte Maresciallo (7051) | Duca di Norfolk KG Paggi: Hon. Martin Fitzalan-Howard Visconte Morpeth | [ 14 ]     |
| Spada di Stato | Marchese di Zetland GCSI GCIE Paggio: Hon. Brian Beckett | [ 14 ]     |
| Lord Gran Conestabile d'Inghilterra | Marchese di Crewe KG Paggi: Colin Dodds Euan Graham | [ 14 ]     |
| Scettro con la Colomba | Duca di Richmond Paggio: Charles Vyner | [ 14 ]     |
| Globo | Duca di Sutherland KT Paggi: Hon. Peter Ward | [ 14 ]     |
| Corona di Sant'Edoardo | Marchese di Salisbury KG GCVO CB (Lord grande intendente) Paggi: John Ormsby-Gore Hon. John Manners | [ 14 ]     |
| Patena | Rt. Rev. Arthur F. Winnington-Ingram KCVO DD (Vescovo di Londra) | [ 14 ]     |
| Calice | Rt. Rev. Cyril F. Garbett DD (Vescovo di Winchester) | [ 14 ]     |
| Bibbia | Rt. Rev. Bertram Pollock KCVO DD | [ 14 ]     |
| Porta stendardo dei Gentlemen at Arms | Brig.-Gen. Sir Archibald F. Home KCVO | [ 14 ]     |
| Tenenti dei the Gentlemen at Arms | Col. Sir St. John C. Gore CB CVO CBE | [ 14 ]     |
| Venti Gentlemen at Arms | Venti Gentlemen at Arms | [ 14 ]     |
| Vescovo di Bath e Wells | Rt. Rev. St. J. B. Wynne Willson DD | [ 14 ]     |
| Vescovo di Durham | Rt. Rev. H. Hensley Henson DD | [ 14 ]     |
| Il Re Strascico portato da: Conte Haig e Conte Kitchener Alexander A.A.D. Ramsay e Visconte Lascelles George R. Seymour e George E.C. Hardinge Montague R.V. Eliot e Lord Herschell Conte Jellicoe | Il Re Strascico portato da: Conte Haig e Conte Kitchener Alexander A.A.D. Ramsay e Visconte Lascelles George R. Seymour e George E.C. Hardinge Montague R.V. Eliot e Lord Herschell Conte Jellicoe | [ 14 ]     |
| Groom of the Robes | Comandante H.G. Campbell CVO DSO | [ 14 ]     |
| Vice Ammiraglio del Regno Unito | Ammiraglio Hon. Sir Stanley C.J. Colville GCB GCMG GCVO | [ 14 ]     |
| Maestro di stalla | Duca di Beaufort KG GCVO Paggio: Lord Burghersh | [ 14 ]     |
| Gold Stick in Waiting | Feldmaresciallo Sir William R. Birdwood Bt GCB GCSI GCMG CIE DSO | [ 14 ]     |
| Capitano Generale della King's Bodyguard of Scotland Gold Stick of Scotland | Lord Elphinstone KT Paggio: Charles Cameron | [ 14 ]     |
| Lord in Waiting | Lord Wigram GCB GCVO CSI Paggio: Hector Laing | [ 14 ]     |
| Capitano degli Yeomen della Guardia | Col. Lord Templemore DSO OBE Paggio: Hon. Peter Strutt | [ 15 ]     |
| Capitano dell'Honourable Corps of Gentlemen-at-Arms | Brig.-Gen. Conte di Lucan KBE CB Paggio: Visconte Althorp | [ 15 ]     |
| Keeper of His Majesty's Privy Purse | Magg. Sir Ulick F.C. Alexander KCVO CMG OBE | [ 15 ]     |
| Segretario privato del re | Rt. Hon. Sir Alexander H.L. Hardinge GCVO KCB MC | [ 15 ]     |
| Scudiero della Corona | Col. Sir Arthur E. Erskine GCVO DSO | [ 15 ]     |
| Comptroller, Lord Chamberlain's Office | Lt-Col. T.E.G. Nugent | [ 15 ]     |
| Groom in Waiting | A.H. Penn | [ 15 ]     |
| Scudieri del re | T.W.E. Coke MVO | [ 15 ]     |
| Scudieri del re | Ten-Col. Hon. Piers W. Legh CMG CIE CVO OBE | [ 15 ]     |
| Ufficiali di campo nella Brigade Waiting | Col. G.E.C. Rasch CVO DSO | [ 15 ]     |
| The Silver Stick in Waiting | Ten-Col. E.J.L. Speed MC | [ 15 ]     |
| Yeomen della Guardia | |            |
| Alfere | Ten-Col. G.R. Lascelles CVO OBE | [ 15 ]     |
| Tenente | Col. Sir Colin W. McRae CVO CBE | [ 15 ]     |
| Clerk of the Cheque | Brig.-Gen. R.C.A. McCalmont DSO | [ 15 ]     |
| Exon | Megg. Hon. Edric A.C. Weld-Forester | [ 15 ]     |
| Exon | Ten-Col. E.B. Frederick | [ 15 ]     |
| Exon | Ten-Col. W. Gibbs | [ 15 ]     |
| Dodici Yeomen della Guardia | Dodici Yeomen della Guardia | [ 15 ]     |

## Processione dall'abbazia a Buckingham Palace
| Partecipanti | Rif.   |
| --- | ------ |
| Ufficiali del War Office Staff Col. H.F. Grant-Suttie DSO MC | [ 16 ] |
| Quattro componenti delle Life Guards Banda e cornette del 1º battaglione, la Rifle Brigade | [ 16 ] |
| Contingente coloniale Comandato dal Col. C.C. Fawkes MC Ufficiale dello staff: Cap. W.M. Harrington OBE MC MM | [ 16 ] |
| Contingente di Birmania Comandato dal Ten-Col. H.G. Gauntlett | [ 16 ] |
| Contingente della Rodesia meridionale Comandato dal Ten-Col. E. Lucas-Guest | [ 16 ] |
| Contingente di Terranova | [ 16 ] |
| Contingente del Sudafrica Comandato dal Col. K.R. Van der Spuy MC Ufficiale dello staff: Cap. H.J. Bronkhorst | [ 16 ] |
| Contingente della Nuova Zelanda Comandato dal Magg. N.W. McD. Weir Ufficiale dello staff: Cap. L.W. Andrew VC | [ 16 ] |
| Contingente dell'Australia Comandato dal Gen. Sir Harry G. Chauvel GCMG KCB Ufficiale dello staff: Col. E.F. Lind DSO VD Aiutante di campo: Magg. R.N.L. Hopkins | [ 16 ] |
| Contingente canadese Comandato dal Col. J.E.L. Streight MC VD Ufficiale dello staff: Ten-Col. J.R.S. Lough DSO MC VD | [ 16 ] |
| Banda della RAF | [ 17 ] |
| Distaccamento della RAF Comandato dal CapogruppoA.H. Jackson Ufficiale dello staff: Caposquadrone A.C. Sanderson DFC Ufficiale dello staff: Caposquadrone A.D.H. Foster | [ 17 ] |
| Contingente indiano Comandato dal Gen. Sir Henry E. Ap Rhys Pryce KCB CMG ADC Ufficiale dello staff: Magg. W.M.C. Wilson Ufficiale dello staff: Col. C.O. Harvey CVO CBE MC | [ 17 ] |
| Distaccamento dell'Officer Training Corps Comandato dal Col. K.D.B. Murray CB DSO | [ 17 ] |
| Distaccamento del King's Own Malta Regiment Il Bermuda Regiment La Royal Jersey Militia La Royal Guernsey Militia La Territorial Army Nursing Service Il Royal Army Chaplains' Department (TA) L'Engineer and Railway Staff Corps. | [ 17 ] |
| Bande e cornamuse del 1º battaglione dell'Highland Light Infantry | [ 17 ] |
| Il direttore generale dell TA (Gen. Sir Walter M. St. G. Kirke KCB CMG DSO) Ufficiale dello staff: Tenente J.N. St. G. Kirke Ufficiale dello staff: Magg. E.P.N. Jones MC | [ 17 ] |
| Distaccamenti delle unità del TA | [ 17 ] |
| Bande e cornette del 2º battaglione della Somerset Light Infantry (Prince Albert's) | [ 17 ] |
| Distaccamento del Royal Military College e del Royal Military Academy | [ 17 ] |
| Distaccamento della Riserva Supplementare Comandato dal Col. W.E. Blakey MM | [ 17 ] |
| Distaccamento del Queen Alexandra's Imperial Military Nursing Service Corpi e dipartimenti del Regular Army Il Royal Malta Artillery Il Royal Tank Corps. | [ 17 ] |
| Bande e tamburi del 2º battaglione del Royal Warwickshire Regiment | [ 18 ] |
| Distaccamenti del Reggimento di Fanteria del Regular Army Comandato dal Col. G. de C. Glover DSO MC Staff officer: Lt-Col. E.H.W. Backhouse | [ 18 ] |
| Distaccamenti della Brigade of Guards Royal Corps of Signals Royal Engineers | [ 18 ] |
| Distaccamenti dei Reggimenti degli Yeoman e degli Scouts (TA) Comandato dal Col. G.R. Codrington CB DSO OBE TD Ufficiale dello staff: Cap. C.F. Keightley | [ 18 ] |
| Distaccamento del The Honourable Artillery Company | [ 18 ] |
| Banda a cavallo della Royal Artillery | [ 18 ] |
| Distaccamento della Royal Artillery Comandato dal Magg.-Gen. A.P.Y. Langhorne DSO MS Ufficiali dello staff: Ten-Col. R.H. Walsh DSO OBE MC | [ 18 ] |
| Banda del 16th/5th Lancers | [ 18 ] |
| Distaccamenti di cavalleria Comandati dal Col. A.I. Macdougall DSO MC Ufficiale dello staff: Ten-Col. H.E. Russell | [ 18 ] |
| "K" Battery, Royal Horse Artillery | [ 18 ] |
| Distaccamenti della Royal Navy Royal Marines (e Banda) Royal Naval Reserve Comandati dal Cap. A.D. Read RN Ufficiale dello staff: Lt M.M. Singer RN Ufficiale dello staff: Comm. M. Cunningham RN | [ 18 ] |
| Carrozze dei Premiers nell'ordine precedentemente espresso | [ 19 ] |
| Magg.-Gen. S.A.R. Arturo di Connaught S.A.R. Alexandra Duff S.A.R. Alice di Albany | [ 20 ] |
| S.A.R. Duchessa di Gloucester S.A.R. Duchessa di Kent Hon. Gerald Lascelles | [ 20 ] |
| S.M. Regina di Norvegia S.A.R. Principessa reale Visconte Lascelles | [ 20 ] |
| 1st Division, Captain's Escort | [ 20 ] |
| S.M. Regina Mary S.A.R. Principessa Elisabetta S.A.R. Principessa Margaret | [ 20 ] |
| 2nd Division, Captain's Escort, with Standard | [ 20 ] |
| Banda dei Royal Scots Greys | [ 20 ] |
| The King's Indian Orderly Officers Ufficiale in capo: Ten-Col. E.J.P.T. Walker OBE Ordinari: Risaldar Musaffar Khan e Risaldar Dharam Singh IOM Risaldar-Maggiore Bahadur Sher Khan e Risaldar-Maggiore Lall Singh MBE | [ 20 ] |
| Aiutanti di campo, RAF Capogruppo K.P. Par MC DFC Capogruppo F.L. Robinson DSO MC DFC | [ 20 ] |
| Aiutanti di campo, KHP e KHS (TA) Col. P.H. Mitchiner TD MD FCRS e Col. H.F. Humphreys OBE MC TD MB Col. E.C.M. Phillips DSO TD e Col. E.J. King CMG TD ADC Col. R.W. Burnyeat DSO TD ADC e Col. C.H. Pank CMG DSO TD ADC Ten-Col. R.W. Randall ADC e Col. B. Abel Smith DSO MC TD ADC Col. F.H. Ballatine-Dykes DSO OBE ADC e Brig.-Gen. A.C. Lewin CB CMG DSO ADC                         | [ 21 ] |
| Aiutanti di campo, KHP e KHS (Regular Army) Col. J.M. Weddell FRCS e Col. J. Heatly-Spencer OBE MD FRCP Brig. D.G. Johnson VC DSO MCADC e Col. G.H. Gill CMG DSO ADC Brig. Hon. H.R.L.G. Alexander CSI DSO MC ADC e Col. F.W. Bullock-Marsham DSO MC Brig. A.K. Main DSO ADC e Col. J.F.R. Hope CBE DSO ADC Brig. H.C. Maitland-Makgill-Crichton CB CMG DSO ADC e Col. C.R. Gillett DSO ADC | [ 21 ] |
| Aiutanti di campo, Marina Brig. A.G.B. Bourne DSO MVO ADC e Cap. E.G. Cavendish OBE ADC Cap. A.L. Owens RD ADC e Cap. H.W. Goolden ADC Commodoro L.E. Holland ADC | [ 21 ] |
| Ufficiali Generali Comandanti in Capo Ufficiale Generale Comandante del Distretto dell'Irlanda del Nord | [ 21 ] |
| Feldmarescialli | [ 21 ] |
| Staff del War Office | [ 21 ] |
| Air Council (Air Members) | [ 21 ] |
| Army Council (Membri militari) | [ 21 ] |
| Board of Admiralty (Sea Lords) | [ 22 ] |
| King's Escort of Officers dei contingenti coloniale e dei dominions | [ 22 ] |
| The King's Marshalmen The King's Bodyguard The King's Bargemaster e 12 Watermen The King's Escort dell'Indian Army Officers Bande della Household Cavalry 1st Division of the Sovereign's Escort 2nd Division of the Sovereign's Escort | [ 22 ] |
| Aiutanti di campo onorari indiani del re | [ 22 ] |
| Chief Staff Officer del Feldmaresciallo comandante; Chief Commissioner, Metropolitan Police Force | [ 22 ] |
| Aiutante di campo del Chief Staff Officer del Feldmaresciallo in comando delle truppe Aiutante di campo del Feldmaresciallo in comando delle truppe | [ 22 ] |
| Il re e la regina Sulla State Coach Fiancheggiati dal capitano della scorta e dagli ufficiali del gruppo Seguiti da otto grey horse. | [ 22 ] |
| Feldmaresciallo comandante delle truppe Maestro di stalla | [ 22 ] |
| Gold Stick in Waiting | [ 22 ] |
| Field Officer in Brigade Waiting Silver Stick in Waiting | [ 22 ] |
| Cap. S.A.R. Duca di Kent Magg-Gen S.A.R. Duca di Gloucester | [ 23 ] |
| Col. Conte di Harewood Comm. Lord Louis Mountbatten Magg-Gen Conte di Athlone | [ 23 ] |
| I tre principali aiutanti di campo dell'Armed Services | [ 23 ] |
| Scudieri del re | [ 23 ] |
| Aiutante della Brigade Waiting Silver Stick Adjutant | [ 23 ] |
| Staff Officers del distretto di Londra | [ 23 ] |
| Royal Grooms | [ 23 ] |
| 3rd Division, Sovereign's Escort | [ 23 ] |
| 4th Division, Sovereign's Escort | [ 23 ] |